# Résolution 405 du Conseil de sécurité des Nations unies
 (mars 2025).
Si vous disposez d'ouvrages ou d'articles de référence ou si vous connaissez des sites web de qualité traitant du thème abordé ici, merci de compléter l'article en donnant les références utiles à sa vérifiabilité et en les liant à la section « Notes et références ».
Membres permanents
- Chine
- États-Unis
- France
- Royaume-Uni
- URSS

Membres non permanents
- Allemagne de l'Ouest
- Bénin
- Canada
- Inde
- Libye
- Mauritanie
- Pakistan
- Panama
- Roumanie
- Venezuela

Résolution no 404 Résolution no 406
La résolution 405 du Conseil de sécurité des Nations unies est adoptée le 14 avril 1977.
Après avoir examiné le rapport remis par la Mission spéciale créée dans la résolution 404 pour le Bénin, le Conseil condamne fermement l'attaque des mercenaires dans le pays du 16 janvier 1977. Il rappelle la résolution 239 (de 1965) qui condamne tout État qui engage des mercenaires pour en attaquer un autre et s'ingérer dans ses affaires intérieures. Le Conseil met également en garde contre toute tentative d'un État d'en déstabiliser un autre.
Le Conseil a ensuite exprimé sa gratitude à la Mission spéciale pour ses efforts et a appelé les États membres à fournir un soutien matériel pour aider le Bénin à se remettre des dommages causés par l’attaque.
Aucun détail n'est donné sur le vote, si ce n'est que la résolution est adoptée « par consensus ».